# Сингапур на зимних Азиатских играх 2011
Сингапур принял участие в 7-х зимних Азиатских играх, проводившихся в 2011 году в Астане и Алма-Ате, отправив одного спортсмена, участвовавшего в соревнованиях по шорт-треку. Данное участие на зимних Азиатских играх было первым для Сингапура. По результатам Игр Сингапур не завоевал ни одной медали.

## Шорт-трек
| Спортсмен          | Дисциплина | Гит      | Гит       | Полуфинал | Полуфинал | Финал     | Финал     |
| Спортсмен          | Дисциплина | Время    | Место     | Время     | Место     | Время     | Место     |
| ------------------ | ---------- | -------- | --------- | --------- | --------- | --------- | --------- |
| Лукас Нг Цзюнь Цзе | 500 м (М)  | 50.124   | 3 (Гит 3) | не прошёл | не прошёл | не прошёл | не прошёл |
| Лукас Нг Цзюнь Цзе | 1000 м (М) | 1:40.220 | 4 (Гит 3) | не прошёл | не прошёл | не прошёл | не прошёл |